# Georges Perraudin
Georges Perraudin, né le 10 juillet 1896 au hameau de Tussy à Saint-Honoré-les-Bains (Nièvre) et mort à Nevers le 17 décembre 1977, est un hôtelier, restaurateur et résistant français.

## Biographie
- Si vous ne connaissez pas le sujet, laissez ce bandeau (vous pouvez alors contacter les auteurs).
- Si vous supprimez le contenu mis en cause (vous pouvez préalablement contacter les auteurs),

argumentez précisément cette suppression dans la page de discussion
(un manque de référence n'est pas un argument ; une recherche réelle de référence doit avoir été effectuée, être formellement documentée).
Georges Perraudin est né au milieu d'une famille nombreuse de huit enfants le 9 juillet 1896. Son père, Charles Perraudin est carrossier-charron et sa mère Pierrette Verneret couturière. Remarqué par son intelligence, il passe avec succès le concours des bourses et se retrouve en 1915, bachelier et fantassin.
Affecté au 29e régiment d'infanterie de ligne durant la Première Guerre mondiale, il est nommé sergent fourrier, puis exercera les fonctions d'adjudant de bataillon. Faisant preuve de beaucoup d'audace, il s'enfonce profondément dans les lignes ennemies et capture quatre prisonniers allemands. Ses actes d'héroïsme lui valent la croix de guerre 1914-1918 avec deux étoiles : or et vermeil. Il sera blessé par les gaz de combat. De retour dans sa famille, le 8 septembre 1919 il se marie à Alice Burlin le 5 juin 1920 avec qui il aura trois enfants : Claude, Luce et Pierre. Quelque temps après, il monte un hôtel restaurant à Saint-Honoré-les-Bains, sa ville natale, avec sa belle-mère, son épouse et sa belle-sœur. L'inauguration de la première partie de l’hôtel du Guet a lieu le 15 mai 1925 et ne sera totalement achevé que vers 1930.
Le 2 septembre 1939, il est converti en hôpital militaire et au début de l'occupation allemande en 1940, Perraudin transforme le fond de sa cave en cache. En 1941, écoutant les instructions de la BBC, il retire de la circulation, avec l'aide du receveur des postes, 7 kg de pièces de nickel en présence des Allemands de la Wehrmacht qui occupent son hôtel depuis le 21 août 1940 et ne le quitteront que le 31 mai 1941.
Dès 1942, il anime un groupe de résistants. Avec l'instituteur Jean Baptiste, dont le père avait fait ses études à Decize avec le colonel Roche, ils organisent en 1943 la lutte contre le Service du travail obligatoire (STO). Bientôt, l'hôtel du Guet ne tarde pas à devenir le centre de la Résistance nivernaise où ses dirigeants se réfugient. Des réunions importantes s'y déroulent avec le colonel Roche dès 1944, et avec Robert Jacquin, Pierre Gauthé, Pierre Quillier, Egeley entrés dans la clandestinité et réfugiés à l'hôtel du Guet.
La première de ces réunions fut celle du 28 décembre 1943 avec le capitaine Louis Paul Sarrette qui venait d'être parachuté la semaine précédente dans la région de Montbéliard et avec le colonel Roche. C'est Louis qui finança le colonel[Quoi ?] avec l'argent qu'il recevait de Londres, étant agent du colonel Buckmaster, officier du War Office et bénéficiant auprès de Londres d'une audience exceptionnelle. C'est aussi dans cet hôtel que fut choisi le 14 juin 1944 celui qui commanderait des F.F.I de la Nièvre, partageant la rivalité entre le colonel Roche (Moreau) et le Colonel Bertrand (Dupin). Ce dernier, ancien colonel 1er régiment d'infanterie, est soutenu par Jean de Vogüé qui avait fait la demande au général Kœnig pour qu'il soit désigné commandant de tout le Morvan. Roche étant soutenu par Jean Longhi et par le délégué militaire régional, André Rondenay, qui se trouvait être à ce moment dans le Morvan au maquis Camille. La délégation qui siégea à l'hôtel du Guet comprenait Longhi, Roche et Pierre Gauthé. Bertrand fut écarté et gagna le département du Cher.
Georges Perraudin devient un membre essentiel du maquis des Fraîchots, fondé en 1944 par les capitaines Paul Sarrette, et son radio, Mackensie Keneth dit Baptiste, un écossais, qui feront de la place du Guet un lieu de cérémonies militaires. Parmi ses recrues se trouve son ami et voisin le pilote Claude Dellys qui entre au maquis le 5 août 1944. Son fils Claude intégrera également le maquis Louis.
Georges Perraudin sauva par deux fois Saint-Honoré des représailles allemandes. La première fois à la suite de l'abattage d'arbres qu'il effectue à la demande du maquis, visant à empêcher le passage d'un convoi allemand et qu'il enlève devant la menace des occupants de brûler le village. Puis la seconde fois, le maquis ayant au cours d'une mission capturé un officier allemand, les occupants prirent en otages le docteur Charpin et le pharmacien Albert Chalon. Il négocia la libération de l'officier contre la promesse de la sauvegarde de la vie des otages.
Il ravitaille le maquis Louis en compagnie de Jean Baptiste avec sa camionnette qui a échappé à la réquisition après l'avoir équipé de pneus très usagés que change son ami Trinquet, garagiste, lorsqu'ils montent au maquis.
Il est cité par le général Dwight David Eisenhower au grand quartier général allié comme étant  parmi les mille résistants les plus méritants de la Légion de France, de 1940 à 1945, ayant particulièrement aidé lors du débarquement et des combats qui suivirent. Georges Perraudin sera choisi pour présider le comité d'érection du monument à la mémoire des victimes et des combattants de la région, inauguré le 9 juillet 1967.
Le grand bal de la Libération aura lieu dans la salle de son hôtel en septembre 1944.
Il fait partie du comité cantonal de Libération de Moulins-Engilbert dont son ami Jean Baptiste est président. Membre de l'amicale du maquis Louis de la section de Luzy, il est inscrit à la Fédération départementale des anciens maquisards et résistants de la Nièvre, section de Moulins-Engilbert, sous le no 251.
Il prononce l'éloge funèbre du commandant Fradet, qui fut le dernier chef du maquis Louis avant sa dissolution.
Personnalité de la Nièvre, vice-président de la chambre de commerce et d'industrie de ce département, Georges Perraudin sera actif dans les instances municipales, départementales et professionnelles pour la mise en valeur de la région du Morvan.
Sa fille Luce et son gendre Norbert Jault ont fondé un centre de documentation, nommé « musée de la Résistance » dans la grande salle à manger de l'hôtel qu'avait fondé Georges Perraudin avec les documents collectés depuis sa jeunesse par Norbert Jault et des objets remis par les anciens résistants des maquis.

## Décorations et hommages
- Croix de guerre 1914-1918 (France) avec deux étoiles : une d'or et une de vermeil.
- Le musée de la Résistance de Saint-Honoré-les-Bains porte son nom.
- En 1978, en hommage à son courage et à son dévouement, les Saints-Honoréens ont inséré dans la pierre du Monument aux Morts des Deux Grandes Guerres un sachet de fleurs qu'il avait recueilli le 14 juillet 1919 au défilé de la Victoire à Paris.